# Branda Castiglioni
Pour les articles homonymes, voir Branda (homonymie) et Castiglioni.
Branda Castiglioni, dit le cardinal de Plaisance (né à Castiglione en Lombardie, Italie le 4 février 1350 et mort en février 1443 dans la même ville), est un pseudo-cardinal italien du XVe siècle.
Il est un parent du pape Célestin IV. D'autres cardinaux de la famille sont Giovanni Castiglione (1456), Francesco Abbondio Castiglioni (1565) et Giovanni Castiglione (1801).

## Biographie
Branda Castiglioni étudie à l'université de Pavie. Il est collecteur apostolique en Hongrie et auditeur à la rote romaine. En 1404 il est élu évêque de Plaisance, déposé en 1409 par Grégoire XII, mais rétabli par l'antipape Alexandre V, qui l'envoie en Lombardie, comme légat apostolique.
L'antipape Jean XXIII le crée cardinal lors du consistoire du 6 juin 1411. Il est nommé administrateur apostolique de Veszprém en 1411 et est légat apostolique en Hongrie et en Allemagne. 
Le cardinal Castiglioni participe au conclave de 1417, lors duquel Martin V est élu. Martin V le nomme légat en Hongrie. En 1420 il est nommé administrateur de Lisieux. Il est légat du pape Eugène IV en Lombardie. Castiglioni est aussi un ami d'artistes, notamment Masolino da Panicale, Lorenzo di Pietro il Vecchietta et Paolo Schiavo. En 1429, il fonde un collège à Pavie pour les étudiants pauvres mais méritants.